# Zafošnik
Zafošnik je priimek več znanih oseb:
- Gregor Zafošnik (1902 - 1994), slovenski duhovnik in skladatelj
- Tone Zafošnik (1927 - 2012), slovenski vinogradniški strokovnjak
- Vladimir Zafošnik (* 1952), slovenski častnik